# Rue Boileau
Koordinaten: 48° 51′ N, 2° 16′ O
Die Rue Boileau ist eine Straße im Quartier Auteuil des 16. Arrondissements von Paris.

## Lage
Die Straße beginnt an Haus Nummer 31 der Rue d’Auteuil und endet am Gebäude Nummer 188 der Avenue de Versailles.

## Namensursprung

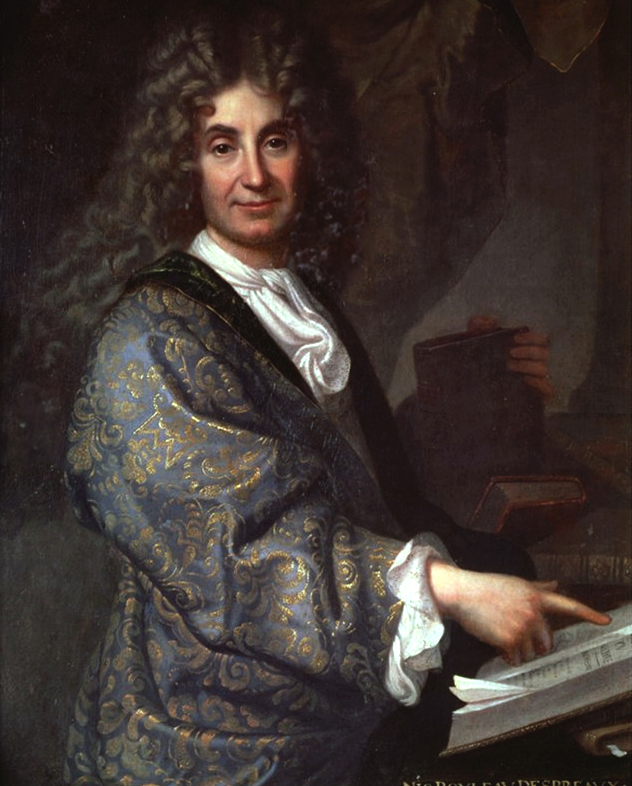
Nicolas Boileau

Sie wurde benannt nach dem französischen Schriftsteller Nicolas Boileau (1636–1711), der lange uneingeschränkt zu den großen französischen Klassikern gerechnet wurde und der von 1685 bis 1709 unter der heutigen Nummer 26 lebte.

## Geschichte
Dieser Weg der ehemaligen Gemeinde Auteuil wird im 17. Jahrhundert nach dem Lieu-dit, der im 15. Jahrhundert existierte, «Rue des Garennes» genannt. Man findet sie auch auf dem Plan de Roussel von 1730.
Sie lag ursprünglich an der Kreuzung der Straßen Molière und Grande-Rue, deren Zusammenführung die heutige Rue d’Auteuil ergab. Sie führte zum Gerichtsstätte der Herren von Auteuil, die sich in der Nähe des heutigen Place de la Porte-de-Saint-Cloud befand.
In dieser Rue des Garennes kaufte Nicolas Boileau am 10. August 1685 für 8.000 Livres ein Haus. Es besteht aus «un corps de logis appliqué à deux étages, outre le rez-de-chaussée, une cour, une écurie et remise de carrosse et un jardin clos de murs».

## Sehenswürdigkeiten
- Nr. 7: Hier lebte der russische Theaterdramatiker Nicolai Evreinoff, wie eine an dem Gebäude angebrachte Gedenktafel verrät.
- Nr. 14: Sitz der Sendeanstalt NRJ Group
- Nr. 26: Hier stand das Haus von Nicolas Boileau, in dem er  24 Jahre lebte.[3]
- Nr. 34: Das 1891 fertiggestellte Hôtel Rosze ist das allererste Werk von Hector Guimard.[4]
- Nr. 38: Eingang zum Hameau Boileau, ein 1838 errichtetes Privatviertel in dem damaligen Vorort von Paris.[5]
- Nr. 67: Das Aerodynamische Labor des Ingenieurs Gustave Eiffel (1832–1923), das eines der  Kulturdenkmäler des 16. Arrondissements ist.[6]
- Nr. 68: Hier wurde der Film Das große Fressen (La grande bouffe) gedreht.
- Nr. 84: Eingänge zu Villa Cheysson und Villa Mulhouse. Die Villa Cheysson ist Teil von 3 kleinen Straßen (Villa genannt), die zusammen unter dem Namen Villa Mulhouse geführt werden. Villa Mulhouse wurde in den Jahren 1860 bis 1862 gebaut und umfasst 67 Gebäude.[5]
- Nr. 102: Der Maler Maximilien Luce hatte von 1900 an hier sein Atelier.[7]

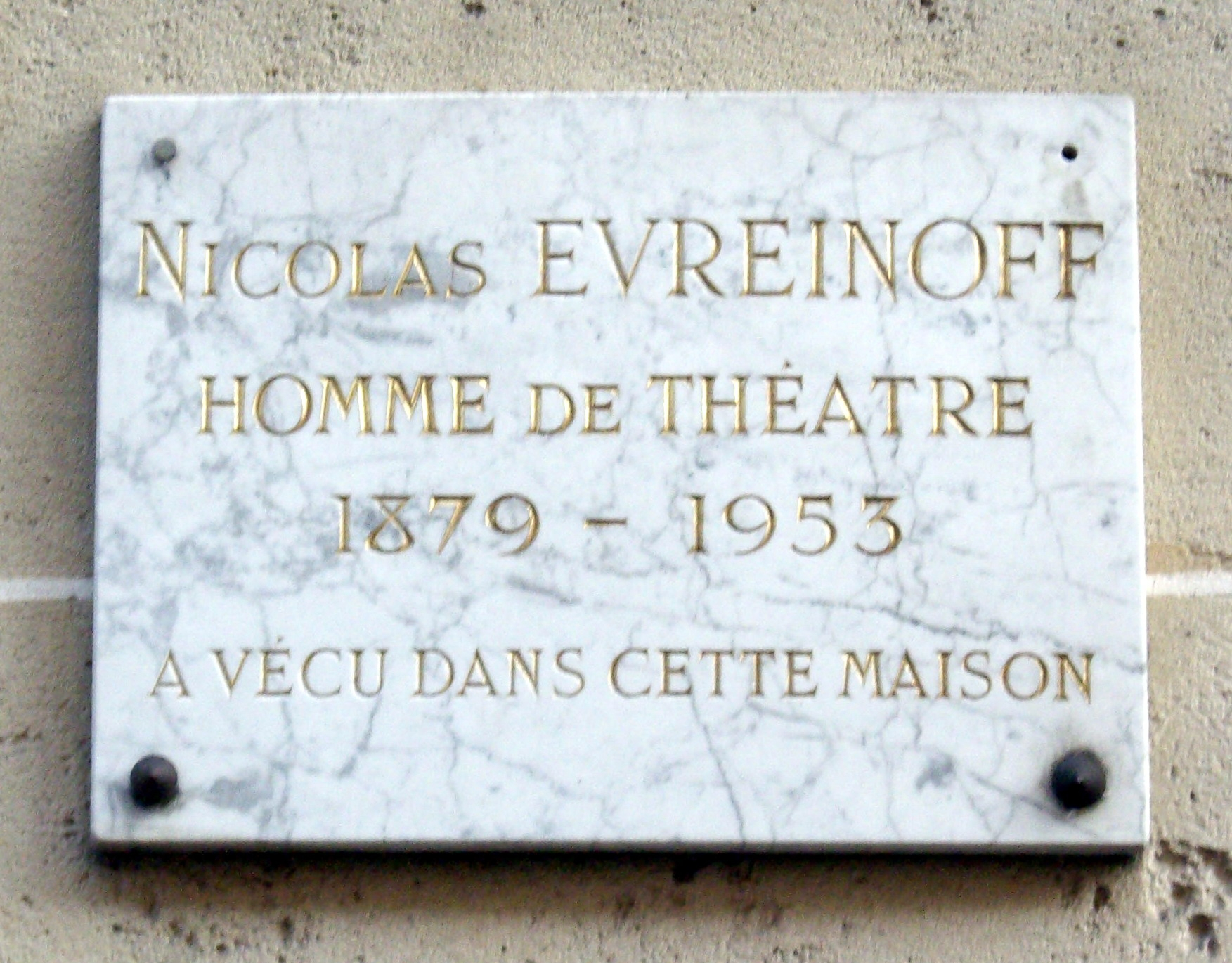
Erinnerungstafel an Nr. 7
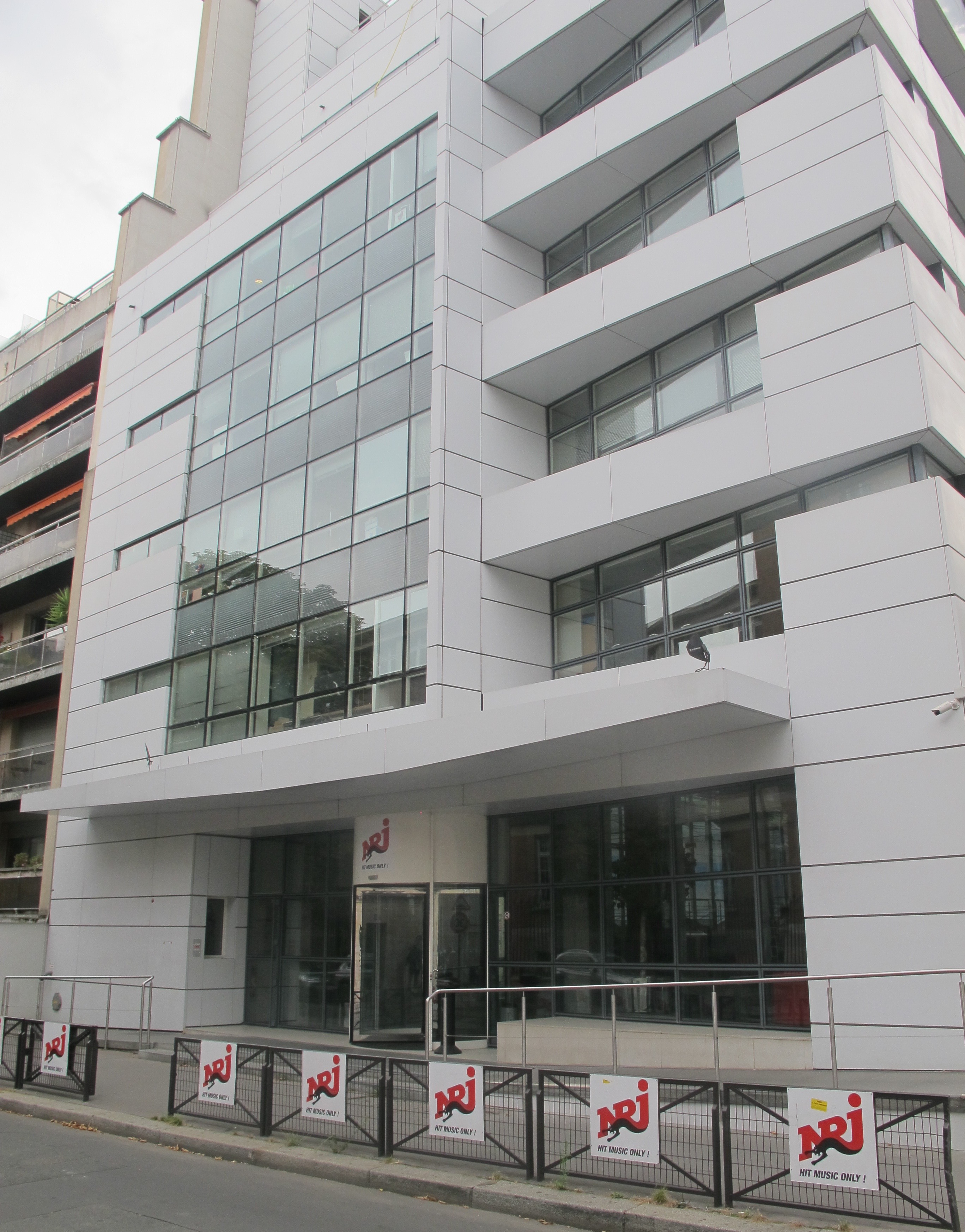
NRJ
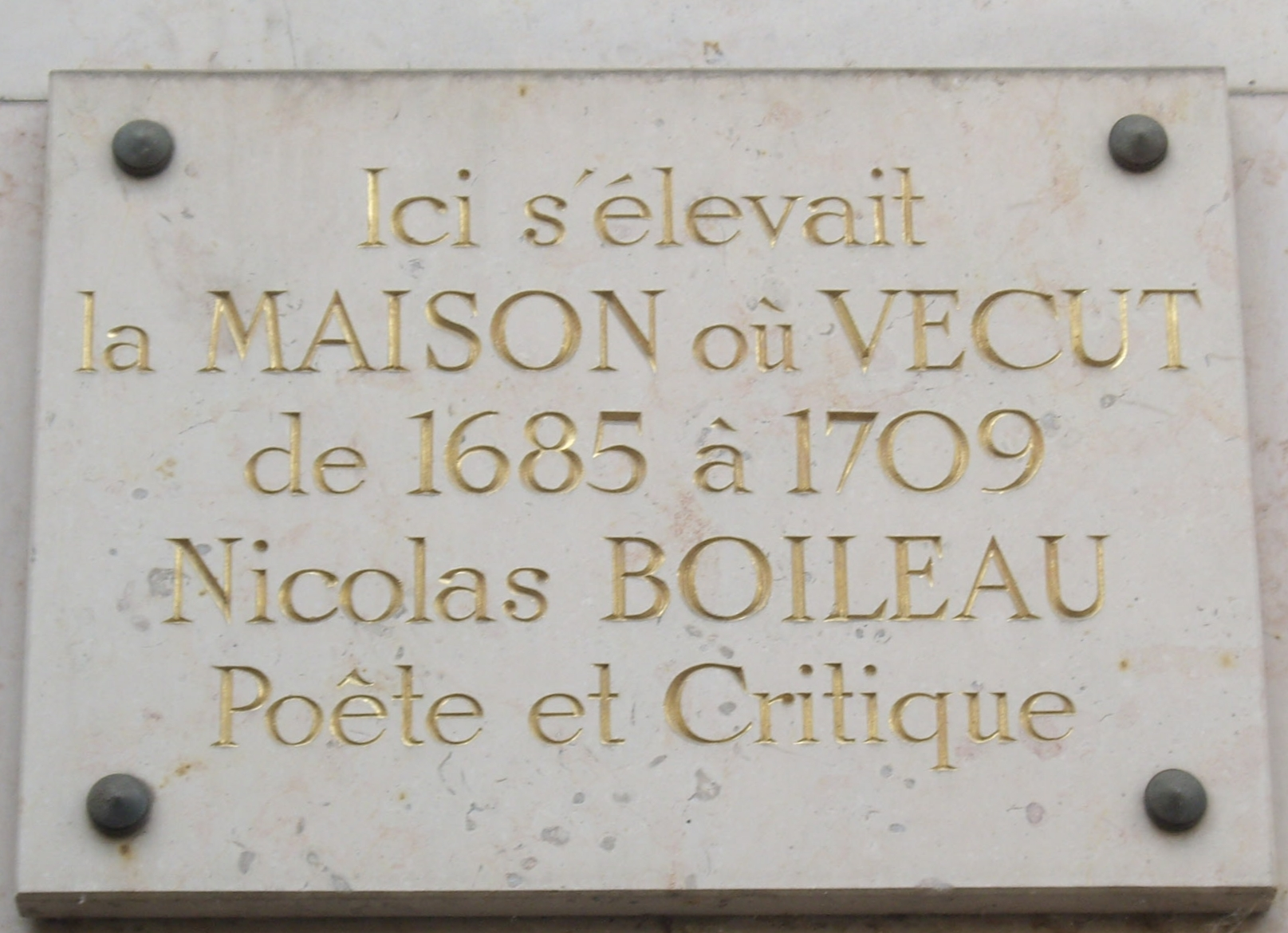
Gedenktafel für Nicolas Boileau, der 24 Jahre lang unter der heutigen Nummer 26 lebte.
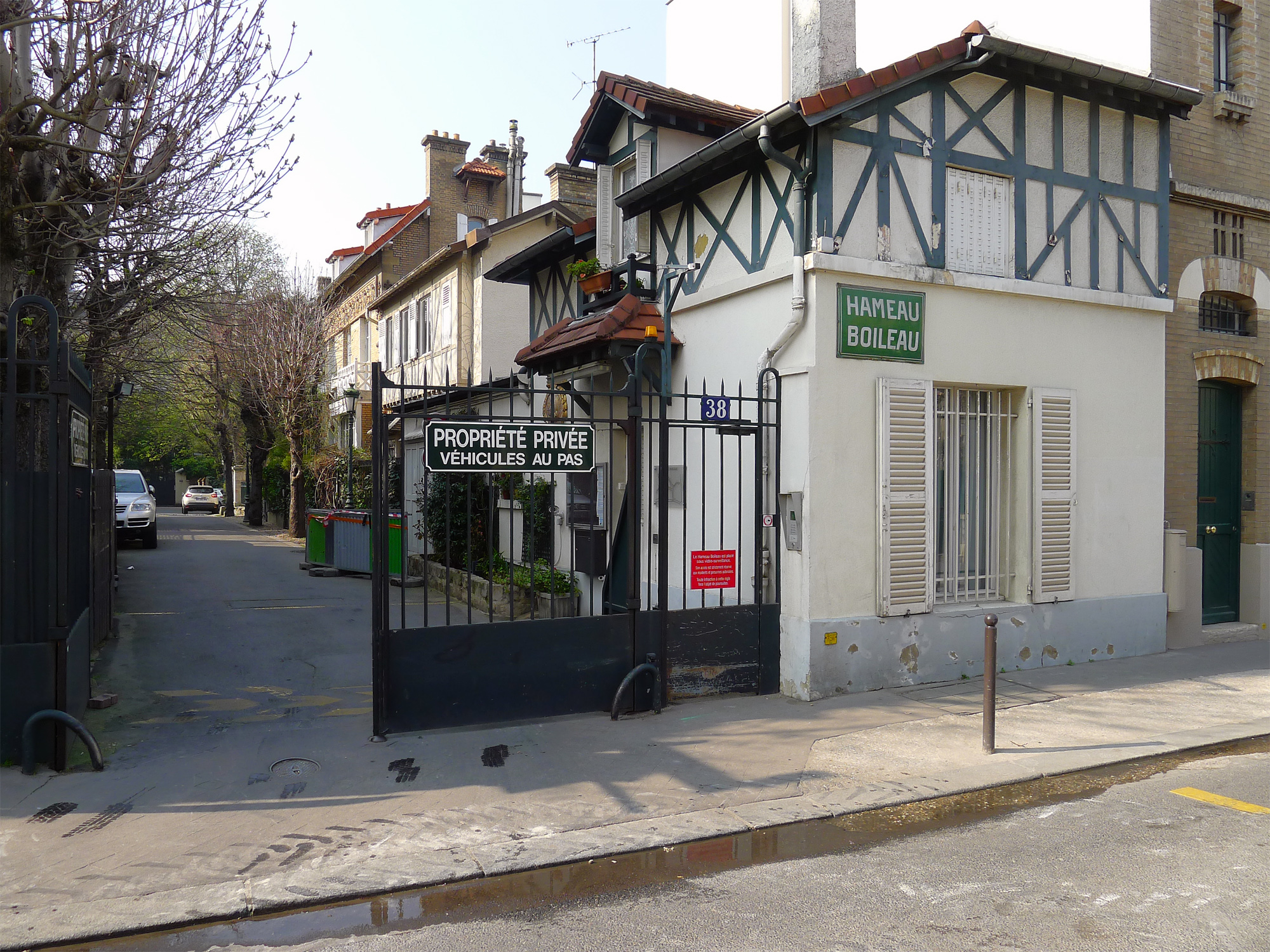
Eingang zum Hameau Boileau
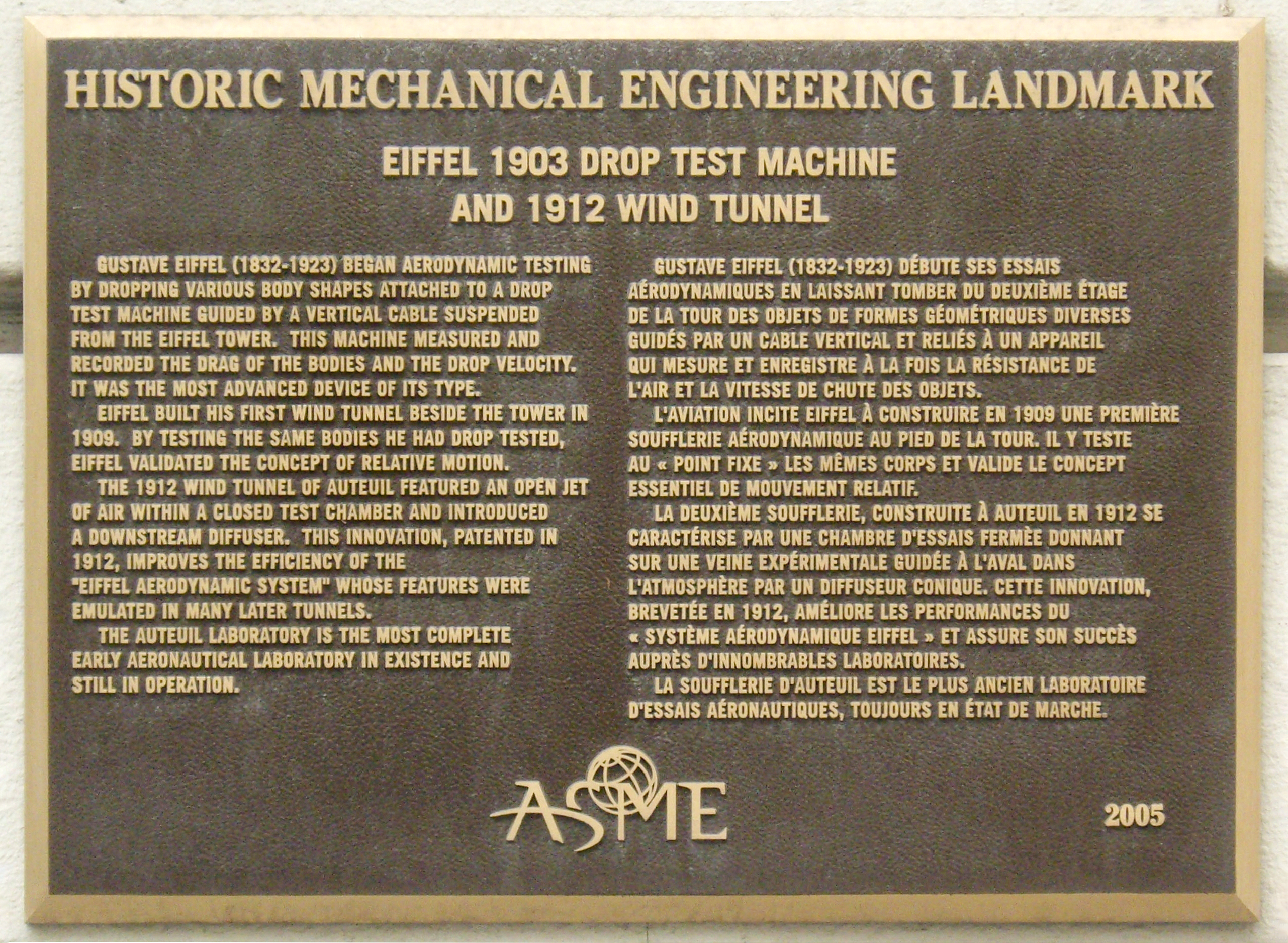
Erinnerungstafel an Nr. 67
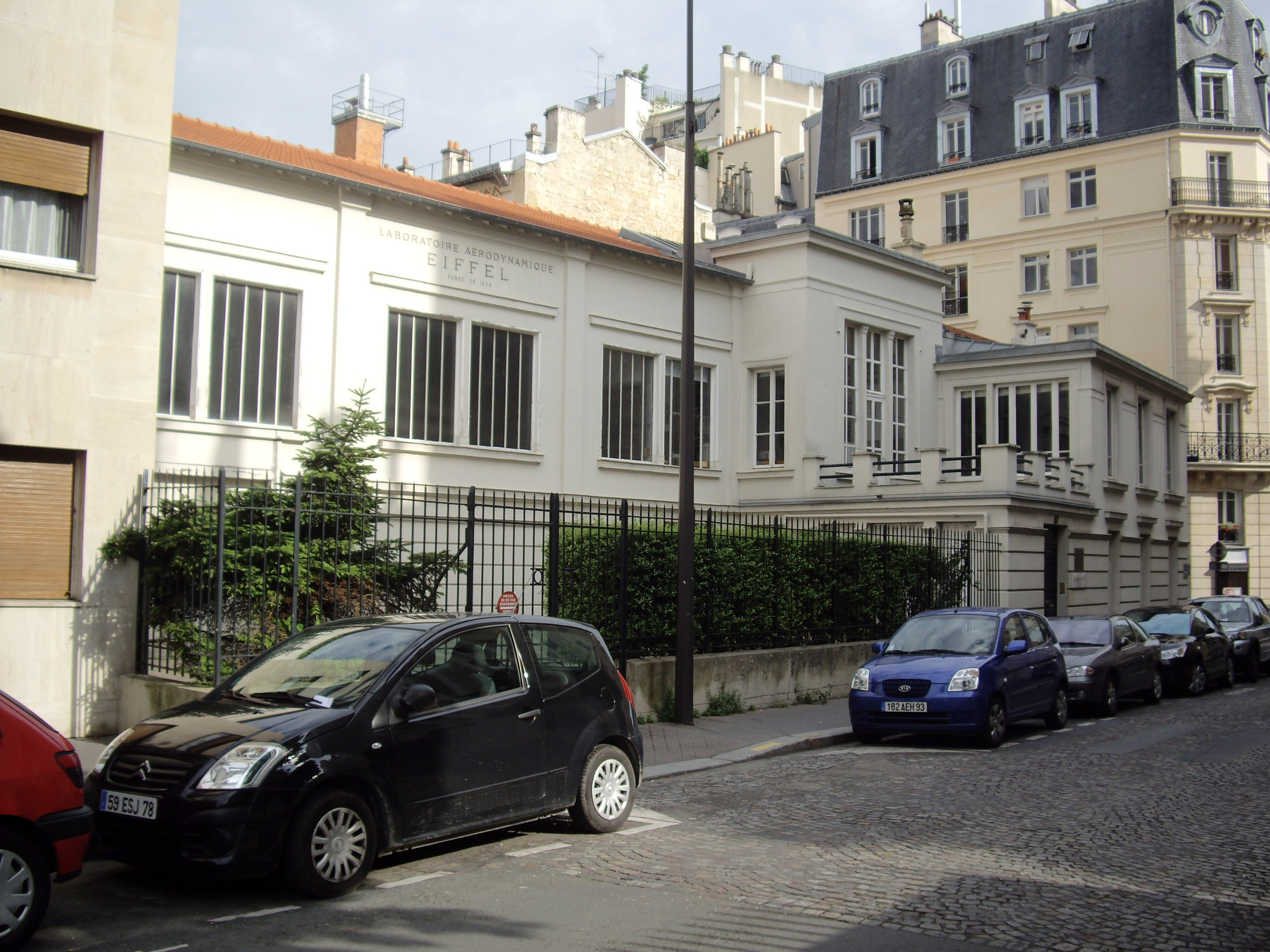
Das Aerodynamische Labor des Gustave Eiffel